# Else Hoffa
Else Emily Wilhelmine Hoffa (* 21. März 1885 in Würzburg; † 8. Januar 1964 in London) war eine deutsche Gärtnerin.

## Leben und Wirken
Else Hoffa war von der Leidenschaft des Vaters für die Kunst des Gartenbaus geprägt. Nach dem Tod des Vaters begann sie gegen dessen zu Lebzeiten geäußerten Willen 1908 eine Ausbildung als Gärtnerin. Von Oktober 1912 bis März 1913 hospitierte sie an der Königlichen Gärtnerlehranstalt in Dahlem. Hier erlernte sie die handwerklichen Grundlagen des Gartenbaus sowie die später auch von Karl Foerster verfolgten Ideen zur Verwendung winterharter Stauden bei der Gestaltung von Gärten.
1911 übernahm Max Warburg das Kösterberg-Anwesen in Blankenese. Auf dem von seinem verstorbenen Vater Paul Moritz Warburg geerbten Gelände ließ er ein stattliches Landhaus bauen und stellte im April 1913 Else Hoffa als Obergärtnerin ein. Hoffa, die mit Warburgs Ehefrau Alice befreundet war, wurde Chefin über bis zu zwölf Gärtner und fünf Elevinnen. Hoffa war die erste Frau, die in Deutschland als Obergärtnerin arbeitete. Der mit Warburg geschlossene Arbeitsvertrag sah eine Klausel vor, die Hoffa zusätzlich zu ihrem Grundgehalt eine Prämie in Höhe von zehn Prozent zusicherte, solange die Gärtnerin jeglichen Ärger vom Bankier fernhalte.
Else Hoffa bewohnte 25 Jahre lang ein kurz zuvor erbautes Pförtnerhaus in der Kösterbergstraße 42. Seit 1913 widmete sich die Gärtnerin dem Römischen Garten. Hier ließ sie die vorgefundenen alten Schuppen entfernen und erweiterte die Terrasse mittels doppelter, gestaffelter Trockenmauern. Sie strukturierte das Gelände mit einer Thujahecke und stellte die Mittelachse durch die Anlage eines Seerosenbeckens heraus. Im Jahr 1923 kam  Fanny du Bois-Reymond, eine Urenkelin der Komponistin Fanny Hensel (Mendelssohn), als Gärtnergehilfin auf den Kösterberg. 1924 waren die Bauarbeiten beendet.
Während der Zeit des Nationalsozialismus galt Hoffa als „halbmosaisch“. Sie wanderte daher 1938 nach England aus. Hier arbeitete sie als Gärtnerin auf dem Herrensitz Shipton Court in Oxfordshire. Später gab ihr Oberstleutnant Acton-Brooke eine Anstellung in Sibton Park, Kent. Hoffa arbeitete darüber hinaus in den Royal Botanic Gardens in London sowie kurzzeitig als Floristin im dort befindlichen Dorchester Hotel. 1946 folgte eine Anstellung als Obergärtnerin im Zentrum von Coventry, wo sie im Auftrag des Unternehmers Alfred Herbert den für dessen verstorbene Frau angelegten „Lady Herbert’s Garden“ leitete. 1956 ging Else Hoffa, die als bescheiden und kreativ galt, in Pension.
1957 kehrte die Gärtnerin einmalig nach Hamburg zurück. Hier besuchte sie Eric M. Warburg auf dem Familienanwesen auf dem Kösterberg und trug sich in das dortige Gästebuch unter dem Titel „Erinnerung an eine schöne Zeit“ ein.
Das Leben Else Hoffas (dort Hedda Herzog) bildet den Hintergrund des Romans Ein Garten über der Elbe von Marion Lagoda.